# Kryniczka
Kryniczka – część wsi Dutrów w Polsce, położona w województwie lubelskim, w powiecie tomaszowskim, w gminie Telatyn.
W latach 1975–1998 Kryniczka administracyjnie należała do województwa zamojskiego.